# 喝采 (1929年の映画)
『喝采』（かっさい）（原題: Applause）は、1929年に製作されたルーベン・マムーリアン監督によるアメリカの映画である。トーキー初期の映画は機材面の発達が十分でなかったことが原因で画面を固定的にしか扱えず、音声の処理も融通性に欠けていたが、この映画でその制約を破って自由にカメラは動き、音声を効果的に使っている。

## ストーリー
冒頭、マーチングバンドがセオドア・メンツの「A Hot Time in the Old Town」が演奏される。
バーレスクのスターのキティ・ダーリングは、同じバーレスクのピエロで求婚者のジョー・キング の勧めで、幼い娘エイプリルを修道院に送り、自分が関わっている猥褻なバーレスクの世界から救い出す。
何年か経つが、キティの暮らしはそれほど良くなく、最盛期は過ぎ去っていた。彼女は今や過去に生きるアルコール中毒者となり、ヒッチというバーレスクのコメディアンと一緒に暮らしている。ヒッチは彼女が持っているわずかなお金を使うことしか考えていない。彼女が10年以上も娘のエイプリルに修道院教育費を払っていることを知ると、彼はエイプリルを家に連れて帰るよう彼女に迫る。
成長したが世間知らずの娘エイプリルが帰ってくる。キティは自分の状態を恥ずかしく思い、エイプリルに恥をかかせないようにヒッチと結婚する。
戻ってきたエイプリルはしかし、母親の惨めな人生にうんざりしていた。そんなエイプリルをヒッチはショービジネスに引き込もうとし、何度も彼女を誘い、ある時はキスを強要した。
エイプリルは街を歩き回り、孤独な若い船乗りトニーと出会う。二人は恋に落ち、結婚に同意し、ウィスコンシンにある彼の家へエイプリルを連れて行く計画を立てる。エイプリルが母親に計画を話しに行くと、ヒッチがキティを「過去の人」と蔑んでいるのを耳にする。エイプリルは動揺し、結婚式を中止する。彼女はバーレスクのショーのコーラスラインに参加することに決めて、地下鉄でトニーにしぶしぶ別れを告げる。
一方、キティは「不眠症には 1 錠のみ」と瓶にはっきり書かれてある睡眠薬を過剰摂取し、ショーを見るために階下に行き、ソファに倒れ込む。
キティがショーに出演できないことを知ったプロデューサーは、薬物の過剰摂取に対する反応をアルコール中毒と勘違いして、彼女を叱責する。何が起こっているのか理解していないエイプリルは、キティの反対にもかかわらず、自分がキティの代わりになると言う。彼女はキティに、いつもエイプリルにしてきたように、今度は自分がキティの面倒を見ると言う。エイプリルがステージに上がると、キティはソファの端から頭を垂れたまま息を引き取る。
エイプリルは自分に嫌気がさし、ショーを最後までやり遂げることができない。彼女がステージから逃げ出すと、トニーが彼女を迎えに来た。トニーは、彼女が本気で言っていないような気がしたと言う。彼女は彼をしっかりと抱きしめ、遠くへ行きたいと言う。キティが死んだことに気づかず、彼女は母親の面倒も見なくてはならないと言い、トニーも同意する。
最後は、トニーとエイプリルの後ろの壁に掛かっているキティ・ダーリンのポスターのクローズアップで終わる。

## キャスト
- キティ・ダーリング - バーレスクの踊子：ヘレン・モーガン
- エイプリル・ダーリング - 娘：ジョーン・ピアース
- ヒッチ・ネルソン - キティの夫：フラー・メリッシュ・Ｊｒ
- ジョー・キング - 道化役：ジャック・キャメロン
- トニー - 水兵：ヘンリー・ワズワース
- 女子修道院長：ドロシー・カミング
- エディ・ヴァーモント - スリムの兄弟：マック・グレイ
- ジャック・シンガー：デイヴィッド・ホルト

## スタッフ
- 監督：ルーベン・マムーリアン
- 原作：ベス・ブラウン
- 製作：モンタ・ベル
- 撮影：ジョージ・Ｊ・フォルシー
- 脚色：ギャレット・フォート

## 製作
原作はショー・ガールの経験を持つ女流作家ベス・ブラウンの小説で、女性を描く映画に才能を開花させたギャラット・フォートが脚色を担当した。
主演はトーチ・シンガーとして人気を高め、特に映画「ショウボート」で大当たりを取ったヘレン・モーガンが演じた。

## エピソード
- ベッドでキティが子守唄を口ずさみ、エイプリルが小声でお祈りする場面を1カットで撮ろうとしたら、録音技師が子守唄とお祈りをマイク1本の1チャンネルで録音することは不可能だと言い出した。マムーリアン監督はマイクもチャンネルも2本で録音して重ねてはどうかと言ったがらちがあかず、監督は会社の大ボスだったアドルフ・ズーカーに直訴、自分の提案をどおりにするように命令してもらった。[2]